# Neustadt am Rübenberge
Neustadt am Rübenberge är en stad i Region Hannover i det tyska förbundslandet Niedersachsen, belägen drygt 20 km från Hannover.
Neustadt är en mindre stad med omkring 45 000 invånare. Den var tidigare residensstad för hertigen av Calenberg. Här finns slottet Landestrost från 1570 och kyrkan Petrikirche från 1000-talet.

## Stadsdelar
| - Amedorf - Averhoy - Basse - Bevensen - Bordenau - Borstel - Brase - Büren - Dudensen - Eilvese - Empede | - Esperke - Evensen - Hagen - Helstorf - Laderholz - Lutter - Luttmersen - Mandelsloh - Mardorf - Mariensee - Metel | - Niedernstöcken - Nöpke - Otternhagen - Poggenhagen - Scharrel - Schneeren - Stöckendrebber - Suttorf - Vesbeck - Welze - Wulfelade |